# Calling Card
《Calling Card》는 아일랜드의 가수이자 기타리스트인 로리 갤러거의 여섯 번째 스튜디오 음반이자 여덟 번째 음반이다. 1976년 10월 24일에 발매된 이 음반은 1970년대에 크리설리스 레코드에서 발매된 네 개의 음반 중 두 번째 음반이었다. 딥 퍼플와 레인보우 출신 베이시스트 로저 글로버가 갤러거와 공동 프로듀싱을 한 것은 이번이 처음이며, 갤러거가 "이름" 프로듀서와 함께 작업한 유일한 성공작이다. 이 음반은 또한 갤러거가 로드 드라스 (드럼)와 루 마틴 (키보드)과 함께 한 마지막 음반이었다. 《Calling Card》 이후 갤러거는 오랫동안 베이시스트였던 게리 맥어보이만을 유지했고 테드 매케나를 드럼으로 고용했다. 이 수정된 파워 트리오는 브렌던 오닐이 지휘봉을 잡았을 때 갤러거가 5년 동안 줄을 서는 것이었다.

## 녹음
이 음반의 세션은 1976년 여름 독일 뮌헨의 뮤직랜드 스튜디오에서 시작되었다. 글러버는 갤러거가 딥 퍼플의 미국 투어 오프닝 때 그를 만난 후 공동 프로듀서로 합류했다. 글러버의 선택은 갤러거가 그가 가장 잘 알려진 하드 록에서 새로운 방향을 시도하려는 의식적인 시도를 의미했다. 《Calling Card》는 그의 가장 다양한 음반 중 하나이다. 그것은 또한 그 밴드가 수년간 함께 연주한 후에 발전한 시너지를 반영한다. 프로듀서 로저 글로버는 "그들은 모두 로리에게 헌신하는 것처럼 보였고, 수년간의 연기 자욱한 클럽과 끝없는 여행으로 탄생한 충성심이 있었다"고 평했다.이것은 이 라인업을 특징으로 하는 다섯 번째이자 마지막 발매였다.

## 평가
| 전문가 평가   | 전문가 평가 |
| 평가 점수     | 평가 점수   |
| 출처          | 점수        |
| ------------- | ----------- |
| Allmusic      | [ 3 ]       |
| Rolling Stone | (not rated) |
| sputnikmusic  | [ 5 ]       |

올뮤직은 음반에 5점 만점에 4.5개의 별을 주면서 갤러거의 가장 훌륭한 스튜디오 제공 중 하나로 여겨진다. 2005년 8월호에는 갤러거에 대한 《기타 플레이어》의 〈Oeubre Easy〉가 "찬란한 노래들"과 "록 가장자리"를 칭찬하며 그의 카탈로그의 "Inspired" 섹션에 이름을 올렸다. 아일랜드의 포크 그룹 더 더블리너스는 1992년 발매한 《30 Years A-Greying》에서 〈Barley And Grape Rag〉를 다루었다.

## 곡 목록
모든 곡들은 로리 갤러거에 의해 작사/작곡하였다.
| #  | 제목                       | 재생 시간 |
| -- | -------------------------- | --------- |
| 1. | 〈Do You Read Me〉         | 5:20      |
| 2. | 〈Country Mile〉           | 3:18      |
| 3. | 〈Moonchild〉              | 4:48      |
| 4. | 〈Calling Card〉           | 5:24      |
| 5. | 〈I'll Admit You're Gone〉 | 4:25      |

| #  | 제목                     | 재생 시간 |
| -- | ------------------------ | --------- |
| 6. | 〈Secret Agent〉         | 5:45      |
| 7. | 〈Jack-Knife Beat〉      | 7:04      |
| 8. | 〈Edged in Blue〉        | 5:31      |
| 9. | 〈Barley and Grape Rag〉 | 3:39      |

| #   | 제목                              | 재생 시간 |
| --- | --------------------------------- | --------- |
| 10. | 〈Rue the Day〉                   | 4:14      |
| 11. | 〈Public Enemy (B-Girl Version)〉 | 4:35      |